# Antonio Savoldi-Marco Cò - Trofeo Dimmidisì 2000
L'Antonio Savoldi-Marco Cò - Trofeo Dimmidisì 2000 è stato un torneo di tennis facente parte della categoria ATP Challenger Series nell'ambito dell'ATP Challenger Series 2000. Il torneo si è giocato a Manerbio in Italia dal 21 al 27 agosto 2000 su campi in terra rossa.

## Vincitori

### Singolare
Stefano Tarallo ha battuto in finale  Kris Goossens con il punteggio di 6–3, 6–4

### Doppio
Jordan Kerr /  Damien Roberts hanno battuto in finale  Bernardo Mota /  Ladislav Švarc con il punteggio di 7–6(1), 6–4